# Volborthit
Volborthit (auch Usbekit) ist ein eher selten vorkommendes Mineral aus der Mineralklasse der „Phosphate, Arsenate und Vanadate“. Es kristallisiert im monoklinen Kristallsystem mit der Zusammensetzung Cu3[(OH)2|V2O7]·2H2O und ist damit chemisch gesehen ein wasserhaltiges Kupfer-Vanadat.
Volborthit entwickelt überwiegend schuppige, faserige oder schwammige Krusten und rosettenförmige Mineral-Aggregate von grünlichweißer, gelbgrüner bis olivgrüner oder schwarzbrauner Farbe.

## Etymologie und Geschichte

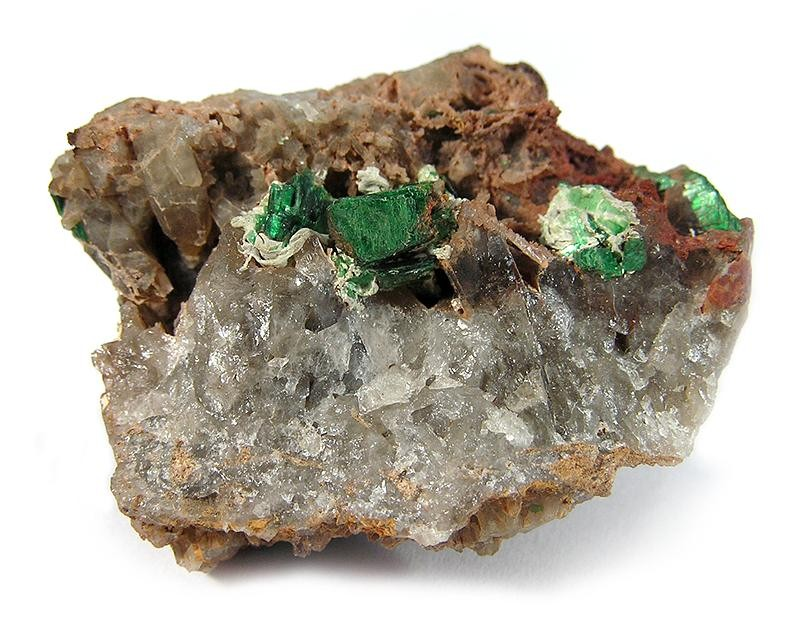
Volborthit aus der Typlokalität Sofronovskii, Oblast Permskaya, Ural, Russland (Größe: 4,3 × 3,2 × 3,1 cm)

Erstmals gefunden wurde Volborthit im „Kupferbergwerk Sofronovskii“ bei Perm in der russischen Uralregion. Die Erstbeschreibung erfolgte 1838 durch Germain Henri Hess, der das Mineral nach Alexander von Volborth (eigentlich Alexander Fjodorowitsch Folbort, russisch Александр Фёдорович Фольборт; 1800–1876), einem russischen Arzt, Naturforscher, Mineraloge und Paläontologe benannte, der das Mineral erstmals erwähnte.
Volborthit war bereits lange vor der Gründung der International Mineralogical Association (IMA) bekannt und als eigenständige Mineralart anerkannt. Damit hätte Volborthit theoretisch den Status eines grandfathered Mineral. In der 1968 erfolgten Publikation der IMA: Commission on new minerals and mineral names wurde allerdings das Mineral Usbekit (englisch Uzbekite) als identisch mit Volborthit diskreditiert und der Name als Synonym dem Volborthit zugeordnet. Da dies automatisch eine nachträgliche Ankerkennung für den Volborthit bedeutete, wird das Mineral seitdem in der „Liste der Minerale und Mineralnamen“ der IMA unter der Summenanerkennung „IMA 1968 s.p.“ (special procedure) geführt.

## Klassifikation
Bereits in der veralteten 8. Auflage der Mineralsystematik nach Strunz gehörte der Volborthit zur Mineralklasse der „Phosphate, Arsenate und Vanadate“ und dort zur Abteilung der „Wasserhaltige Phosphate, Arsenate und Vanadate ohne fremde Anionen“, wo er zusammen mit Scholzit die „Scholzit-Volborthit-Gruppe“ mit der System-Nr. VII/C.03 und dem weiteren Mitglied Fervanit bildete.
Im zuletzt 2018 überarbeiteten und aktualisierten Lapis-Mineralienverzeichnis nach Stefan Weiß, das sich aus Rücksicht auf private Sammler und institutionelle Sammlungen noch nach dieser alten Form der Systematik von Karl Hugo Strunz richtet, erhielt das Mineral die System- und Mineral-Nr. VII/D.58-010. In der „Lapis-Systematik“ entspricht dies ebenfalls der Abteilung „Wasserhaltige Phosphate, mit fremden Anionen“, wo Volborthit zusammen mit Engelhauptit, Karpenkoit und Martyit die „Wasserhaltige Divanadate [V2O7]4− mit fremden Anionen“ mit der System-Nr. VII/D.58 bildet.
Die von der International Mineralogical Association (IMA) zuletzt 2009 aktualisierte 9. Auflage der Strunz’schen Mineralsystematik ordnet den Volborthit in die neu definierte Abteilung der „Polyphosphate, Polyarsenate, [4]-Polyvanadate“ ein. Diese ist zudem weiter unterteilt nach der möglichen Anwesenheit zusätzlicher Anionen und Kristallwasser sowie der Kristallstruktur, so dass das Mineral entsprechend in der Unterabteilung „Diphosphate usw. mit OH und H2O“ zu finden ist, wo es zusammen mit Martyit die unbenannte Gruppe 8.FD.05 bildet.
Auch die vorwiegend im englischen Sprachraum gebräuchliche Systematik der Minerale nach Dana ordnet den Volborthit in die Klasse der „Phosphate, Arsenate und Vanadate“ und dort in die Abteilung der „Wasserhaltigen Phosphate etc.“ ein. Hier ist er zusammen mit Martyit in der unbenannten Gruppe 40.03.10 innerhalb der Unterabteilung „Wasserhaltigen Phosphate etc., mit (A2+)3(XO4)2 × x(H2O)“ zu finden.

## Kristallstruktur
Volborthit kristallisiert monoklin in der Raumgruppe C2/m (Raumgruppen-Nr. 12) mit den Gitterparametern a = 10,61 Å; b = 5,87 Å; c = 7,21 Å und β = 95,0° sowie zwei Formeleinheiten pro Elementarzelle.

## Bildung und Fundorte

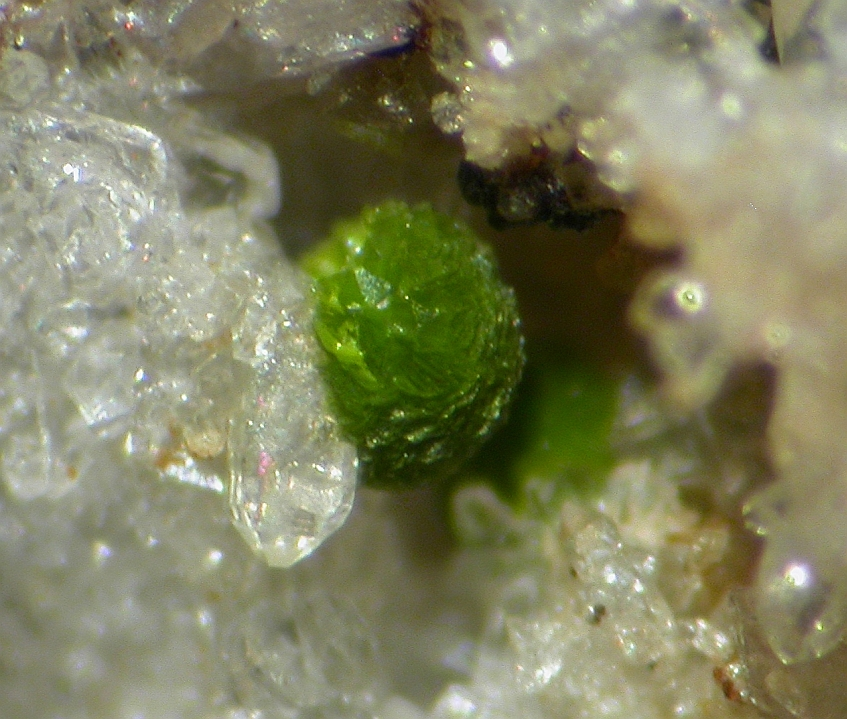
Kugeliger Volborthit aus dem „Frische Lutter“ Gang, Bad Lauterberg im Harz, Niedersachsen, Deutschland (Sichtfeld: 5 mm)

Volborthit bildet sich als seltenes Sekundärmineral in der Oxidationszone von Vanadium-Lagerstätten. Als Begleitminerale treten unter anderem Atacamit, Baryt, Brochantit, Chrysokoll, Gips, Malachit und Tangeit auf.
Als eher seltene Mineralbildung kann Volborthit an verschiedenen Fundorten zum Teil zwar reichlich vorhanden sein, insgesamt ist er aber wenig verbreitet. Weltweit sind bisher rund 160 Fundorte dokumentiert (Stand: 2023).
Neben seiner Typlokalität, dem „Kupferbergwerk Sofronovskii“ trat Volborthit in Russland noch im Kupferbergwerk „Woskressensk“ bei Perm, in der Grube „Alexandrov“ bei Motovilikha in der Region Perm und bei Potekhina nahe Sorsk in der Teilrepublik Chakassien auf.
In Deutschland fand sich das Mineral in der Grube Clara bei Oberwolfach in Baden-Württemberg, an mehreren Fundpunkten bei Bad Lauterberg im Harz (Niedersachsen), an vielen Orten in der Eifel wie unter anderem Andernach und Daun in Rheinland-Pfalz sowie bei Ronneburg, Garnsdorf und am Gottlob (Grube Glücksstern) bei Friedrichroda in Thüringen.
In Österreich konnte Volborthit bisher nur im Diabas-Steinbruch bei Nötsch im Gailtal in Kärnten und in einem Schlackenvorkommen bei Kolm-Saigurn im Gebiet von Alteck und Hoher Sonnblick in Salzburg entdeckt werden.
Weitere Fundorte liegen unter anderem in Argentinien, Australien, Chile, der Demokratischen Republik Kongo, Griechenland, Italien, Japan, Kanada, Kasachstan, Kirgisistan, Namibia, Polen, Portugal, Slowakei, Spanien, Tschechien, Ungarn, Usbekistan, im Vereinigten Königreich und den Vereinigten Staaten von Amerika.